# Preston Jones
Preston Jones (* 19. Dezember 1966) ist ein US-amerikanischer Historiker und Professor an der John Browns University in Arkansas.
Jones diente von 1986 bis 1990 in der US Navy. Aus eigener Anschauung der Zustände in Südostasien entwickelte sich sein Forschungsinteresse an der Bordellindustrie dort und er wurde Mitglied des Boards von ECPAT-USA, einer internationalen Organisation, die sich gegen Kinderprostitution einsetzt. Preston Jones promovierte zum Ph.D. in Geschichte an der University of Ottawa (Kanada) 1999. Er erhielt u. a. ein Fulbright-Stipendium für Studien in Kanada. Von 2003 bis 2010 war er Leiter des Historischen Institutes der JBU. 
Jones lehrte auch in Spanisch und gab Einführungen in Latein. Er lief laut JBU bei 15 Marathons mit.
Bekannt wurde Preston Jones einer breiten Öffentlichkeit, als er seinen Mailkontakt mit Greg Graffin, dem Sänger von Bad Religion, als Buch herausbrachte. Im Mai 2006 erschien das Buch Is Belief in God Good, Bad or Irrelevant?: A Professor And a Punk Rocker Discuss Science, Religion, Naturalism & Christianity.

## Publikationen
Jones veröffentlichte zwei Lehrbücher und drei populärwissenschaftliche Bücher. Er schrieb über 200 Artikel in Fachzeitschriften, Tageszeitungen, Magazinen und Websites.